# Поганий бродвей
Поганий бродвей (англ. Broadway Bad) — американська драма режисера Сіднея Ленфілда 1933 року.

## Сюжет
Актриса Джоан Блонделл бореться за опіку за сином під час слухання про розлучення.

## У ролях
- Джоан Блонделл — Тоні Ландерс
- Рікардо Кортес — Крейг Каттінг
- Джинджер Роджерс — Фліп Дейлі
- Едріенн Амес — Ейлін
- Аллен Вінсент — Боб Норт
- Френсіс МакДональд — Чарлі Девіс
- Фредерік Бертон — Роберт Норт старший
- Ронні Косбі — Біг Фелла
- Дональд Крісп — Дарелл